# Dolores (Venezuela)
Pour les articles homonymes, voir Dolores.
Dolores est la capitale de la paroisse civile de Dolores de la municipalité de Rojas dans l'État de Barinas au Venezuela.